# A Prince of a King
A Prince of a King er en amerikansk stumfilm fra 1923 af Albert Austin.

## Medvirkende
- Dean Riesner som Gigi
- Virginia Pearson som Claudia
- Eric Mayne som Lorenzo
- John St. Polis som Mario
- Josef Swickard som Urbano
- Mitchell Lewis som Andrea
- Sam De Grasse som Roberto